# Аурум, Алёна
Алёна А́урум (ранее — Alenka Star Be [Алёнка Стар Би]; настоящее имя — Алёна Алекса́ндровна Федо́това; род. 16 октября 2009, Одинцово, Московская область) — российский видеоблогер (лайкер) и певица; ранее — радиоведущая. Один из самых известных блогеров в социальной сети Likee.
Аурум снискала известность в 2018—2019 годах при публикации видеороликов в социальную сеть для коротких видео Likee на тематики: развлечение, скетч, танец и липсинк. В 2020 году вошла в мировой рейтинг топ-10 мобильного приложения, что способствовало большому росту известности аккаунта. Занимает четвёртое место в СНГ среди самых популярных блогеров данной соцсети.

## Биография
Алёна Александровна Федотова родилась 16 октября 2009 года в российском городе Одинцово. Позже переехала в коттеджный посёлок недалеко от Звенигорода, где снимала многие видео. Изначально девочка училась в обычной школе и окончила началку с отличием. Ходила на курсы вокала, хореографии и рисования. С ростом популярности из-за необходимости заниматься блогом и давать концерты перешла на домашнее обучение. «Мы решили оптимизировать процессы учёбы и блогерства, переведя Алёну на домашнее обучение», — комментирует мать блогера.
Учётная запись @alenka_star_be зарегистрирована в LIKE 22 мая 2018 года. Через 2 года активного ведения блога видеоблогер вошёл в мировой рейтинг топ-10 мобильного приложения. Это способствовало большому росту известности аккаунта. Далее, в 2021—2022 годах занимает четвёртое место в СНГ среди самых популярных блогеров данной соцсети, имея свыше 22 миллионов подписчиков.
Карьеру певицы Alenka Star Be начала в 2018 году, исполнив песню российской поэтессы Анны Петряшевой «Плыви, дельфин!» на вокальном шоу «Я пою! Дети». В начале 2020 года вышел первый (официально — второй) сингл блогера «Сладкий день». Через полгода, 6 октября 2020 года, Федотова опубликовала второй трек — «Мы танцуем». С данными композициями та выступала на сцене ежегодного мероприятия Likee Party, проходящего в Санкт-Петербурге с известными лайкерами.
Следующим релизом была баллада «Больше не пишу», которая стала первой в музыкальной карьере для Алёны, попавшей в музыкальные чарты. В ней повествуется об отчаянном романе и из-за этого Федотова подверглась критике со стороны подписчиков и музыкального критика Гуру Кена, ведь для своего возраста, считают фанаты, девочка поёт взрослые песни. На «Больше не пишу» был выпущен видеоклип, режиссёром которого стала сама Star Be.
28 октября в 2022 году Алёна Федотова дебютировала дуэтом композицией «Мне НРА» совместно с российской вокалисткой Марией Янковской и группой Zu Rock Band. Релиз стал саундтреком к одноимённому совместному ток-шоу певиц, выходящего еженедельно с 11 ноября 2022 года до 2 июня 2023 года на волнах RADIOKIDSFM; в шоу «Мне НРА» в разное время принимали участие Viki Show, Настя Кош, Аминка Витаминка и другие. Также в день релиза песни вышел четвёртый выпуск третьего сезона программы «Шоу Насти и Вовы» на «СТС Kids», в качестве приглашённого гостя которого стала Alenka Star Be. 1 ноября 2022 года на «Мне НРА» выпущена лайв-версия.
9 декабря того же года певица презентовала новогодний сольный сингл «Снежинка».
20 марта 2023 года артистка представила песню «Мягкая игрушка».
5 июня 2023 года Alenka Star Be была номинирована в трёх номинациях (среди которых любимка года, лучшая песня и коллаб года) Первой музыкальной премии телеканала «СТС Kids» «Супер Лайк Шоу».
8 сентября 2023 года была презентована песня «Многоэтажки» под новым псевдонимом Алёна Аурум. Спустя неделю, 15 сентября, был выложен видеоклип на песню; он стал вторым музыкальным видео в карьере певицы.

## Критика
Российский музыкальный критик Гуру Кен посчитал Алёну феноменом в детском интернете. В своей рецензии на сингл «Больше не пишу» в августе 2021 года он отметил, что у девочки есть природная звонкость, прекрасные тембральные краски и обертоны. Критик предположил, что в будущем из Алёны может выйти полноценный готовый артист.

Думаю, что Алёне Федотовой надо обязательно продолжать петь. Это мило и у неё получается. И в будущем, когда у неё пройдет перенастройка голосового аппарата, мы получим полноценного готового артиста. А детям эти песни нравятся уже сейчас.
— Гуру Кен

## Дискография

### Синглы
| Год                                                                 | Название                                                | Высшая позиция в чартах | Высшая позиция в чартах | Альбом |
| Год                                                                 | Название                                                | Ежедневные чарты        | Еженедельные чарты      | Альбом |
| Год                                                                 | Название                                                | Мир BandLink Daily      | Мир BandLink Weekly     | Альбом |
| ------------------------------------------------------------------- | ------------------------------------------------------- | ----------------------- | ----------------------- | ------ |
| 2020                                                                | «Мы танцуем»                                            | —                       | —                       | —      |
| 2020                                                                | «Сладкий день»                                          | —                       | —                       | —      |
| 2021                                                                | «Больше не пишу»                                        | 19                      | 72                      | —      |
| 2022                                                                | «Мне НРА» (совместно с Марией Янковской и Zu Rock Band) | —                       | —                       | —      |
| 2022                                                                | «Снежинка»                                              | —                       | —                       | —      |
| 2023                                                                | «Мягкая игрушка»                                        | —                       | —                       | —      |
| 2023                                                                | «Многоэтажки»                                           | —                       | —                       | —      |
| 2023                                                                | «Упала звезда»                                          | —                       | —                       | —      |
| 2024                                                                | «I like it»                                             | —                       | —                       | —      |
| 2024                                                                | «POPSTAR»                                               | —                       | —                       | —      |
| Символ «—» означает, что сингл не попал в чарт / не вошёл в альбом. |                                                         |                         |                         |        |

## Видеография

### Видеоклипы
| Год  | Название         | Режиссёр    |
| ---- | ---------------- | ----------- |
| 2021 | «Больше не пишу» | Алёна Аурум |
| 2023 | «Многоэтажки»    | Алёна Аурум |

### Лирик-видео
| Год  | Название     | Режиссёр  |
| ---- | ------------ | --------- |
| 2021 | «Мы танцуем» | не указан |
| 2025 | «POPSTAR»    | не указан |

## Награды и номинации
| Год  | Премия           | Категория              | Работа                                   | Результат | Ист.  |
| ---- | ---------------- | ---------------------- | ---------------------------------------- | --------- | ----- |
| 2023 | «Супер Лайк Шоу» | Любимка года           | Алёна Аурум                              | Номинация | [ 9 ] |
| 2023 | «Супер Лайк Шоу» | Лучшая песня           | «Снежинка»                               | Номинация | [ 9 ] |
| 2023 | «Супер Лайк Шоу» | Коллаб года            | «Мне НРА» (совместно с Марией Янковской) | Номинация | [ 9 ] |
| 2023 | «Супер Лайк Шоу» | Лучший саундтрек к шоу | «Мне НРА» (совместно с Марией Янковской) | Победа    | [ 9 ] |